# 오몽리역
오몽리역(吾夢里驛)은 조선민주주의인민공화국 함경남도 단천시 오몽리에 위치한 평라선의 역이다. 여객과 화물을 모두 취급하며, 만능짐함수송역으로 지정되어 있다.

## 연혁
- 1927년 12월 1일: 함경선 군선 - 단천 간 개통과 함께 영업 개시[2]
- 일자 불명: 평라선으로 편입